# Sieweczka rzeczna
Sieweczka rzeczna, siewka rzeczna, dżdżownik rzeczny (Charadrius dubius) – gatunek małego ptaka z rodziny sieweczkowatych (Charadriidae), związany z brzegami wód.

## Podgatunki i zasięg występowania
Sieweczka rzeczna zamieszkuje w zależności od podgatunku:
- sieweczka rzeczna[8] (Charadrius dubius curonicus) – Eurazja od Wysp Brytyjskich po Daleki Wschód oraz Afrykę Północną i Wyspy Kanaryjskie. Zimuje w Afryce Subsaharyjskiej, na Półwyspie Arabskim, we wschodnich Chinach i dalej na południe aż po Indonezję. W Polsce nielicznie gnieździ się w całym kraju. Przeloty nad nią w marcu–maju i lipcu–październiku.
- Charadrius dubius jerdoni – osiadła populacja w Indiach i Azji Południowo-Wschodniej.
- sieweczka białoszyja[8] (Charadrius dubius dubius) – osiadła populacja zamieszkująca wyspy zachodniego Pacyfiku od Filipin po Nową Gwineę i Archipelag Bismarcka.

Proponowany podgatunek papuanus (opisany z Nowej Gwinei) zsynonimizowany z podgatunkiem nominatywnym.

## Morfologia
Cechy gatunkuSieweczka rzeczna jest wielkości skowronka. Spód ciała oraz przód i boki głowy białe. Grzbiet, skrzydła i wierzch głowy szarobrązowe. Kantarek i przód głowy oraz pokrywy uszne czarne. Na czole biała plama z czarnym obrzeżeniem. Wyżej znajduje się drugi węższy biały pas. Czarny obszar na głowie mniejszy niż u bardzo podobnej sieweczki obrożnej. Na szyi biały kołnierzyk i niżej czarna obroża, rozszerzająca się z przodu na pierś. Dziób ciemny z żółtą plamką u nasady żuchwy, nogi żółtoszare. Oko otoczone jaskrawożółtymi okularami. Samica ma czarny pas czołowy i okulary węższe. U młodych kolor czarny na głowie zastępuje brąz, a obroża nie jest zamknięta. Brakuje zatem pasów na głowie, a pas na piersiach jest brązowy. W locie od sieweczki obrożnej różni się brakiem białej barwy na wierzchu skrzydeł (brak jakiegokolwiek pasa), a poza tym jest od niej mniejsza i smuklejsza.
Porusza się z taką szybkością, że nie widać jej nóg i wydaje się, jakby ślizgała się po brzegu. Potrafi się przy tym gwałtownie zatrzymać, lekko zachwiać i znowu ruszyć. Sieweczkę rzeczną, obrożną i morską odróżnia się od siebie po układzie plam białych i czarnych na głowie.
Wymiary średniedługość ciała 14–17 cm
rozpiętość skrzydeł 42–48 cm
masa ciała 26–53 g

## Ekologia i zachowanie

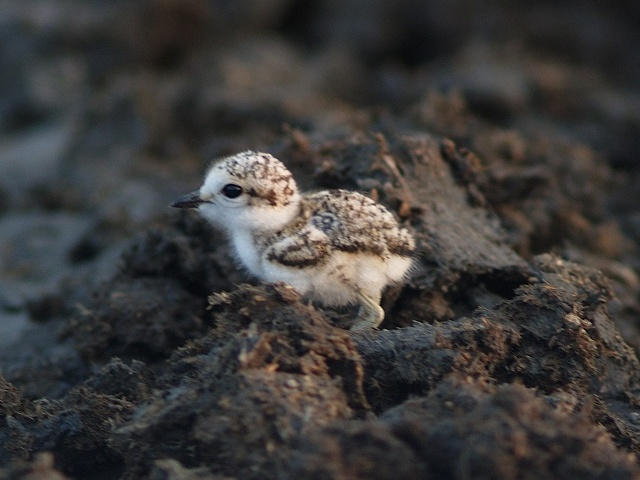
Pisklę sieweczki rzecznej

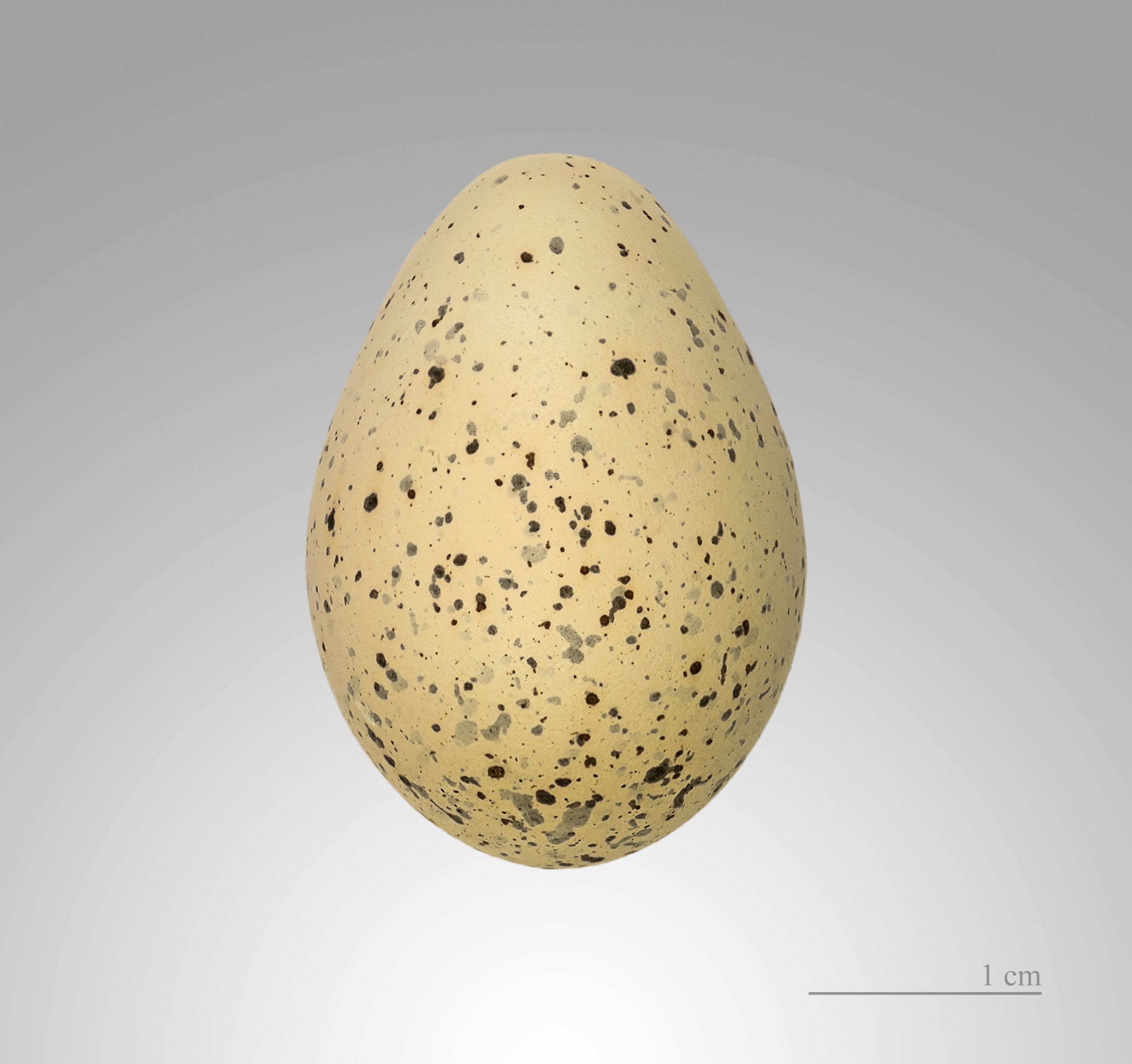
Jajo z kolekcji muzealnej

BiotopPiaszczyste i żwirowe brzegi rzek, jezior i stawów, zasadniczo słodkich. Spotkać ją można na mulistym dnie spuszczonych stawów, w starych wykopach z wodą na dnie, żwirowych zboczach, kamienistych wyspach na rzekach i na morskich wybrzeżach. W Europie Środkowej przez zabudowę i regulację rzek jej siedliska ograniczyły się do sztucznych i zastępczych biotopów jak kopalnie piasku i żwiru, kamieniołomy, budowy, zamulone jeziora, odstojniki, płaskie dachy i pustkowia.
GłosNajczęściej wydają gwiżdżące „ti-ju”.
TokiRozpoczynają się po przylocie na lęgowiska w kwietniu i maju. Samce w zygzakowatych lotach godowych (podobnych do latania nietoperza) wolno poruszają skrzydłami i ostro, ochryple krzyczą „grie grie grie” jak nawałniki. Następnie zaloty przenoszą się na ziemię, gdzie przy nastroszonych piórach partnerzy kłaniają się sobie, przeskakują z jednej nogi na drugą, podnosząc je wysoko.
GniazdoNa ziemi pionierskiej, płaskiej i nieporośniętej w wygrzebanym przez siebie dołku. Samiec wygrzebuje parę gniazd w ziemi, a samica wybiera to odpowiednie. Po czym wykłada je dokładnie kamieniami, muszelkami i źdźbłami trawy.
JajaW ciągu roku wyprowadza jeden lęg, składając w lutym–czerwcu (to zależy od strefy klimatycznej) 4 piaskowe jaja usiane ciemnymi plamkami, które dzięki temu wśród kamyków i żwiru są słabo widoczne.

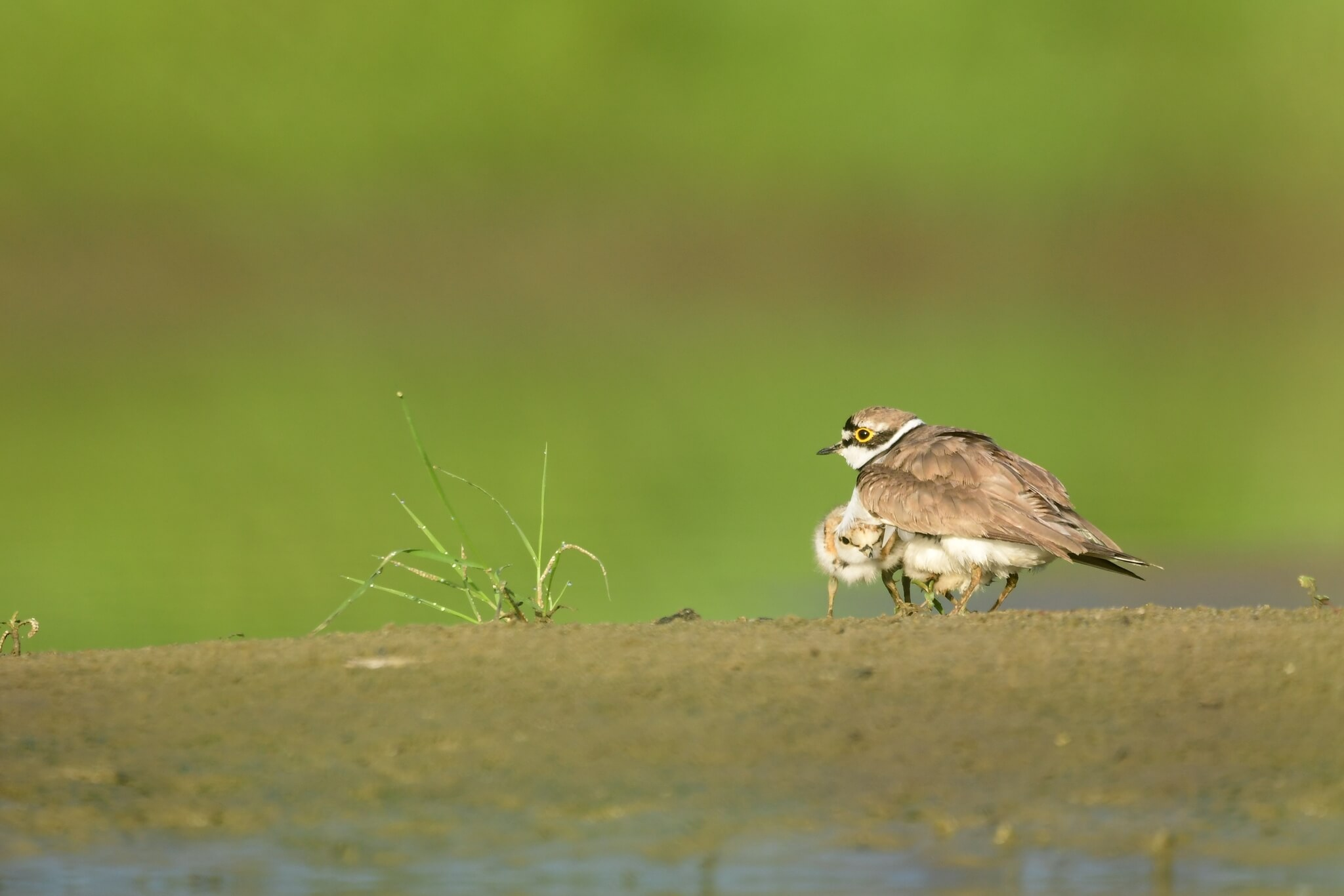
Sieweczka rzeczna ukrywająca pisklę

Okres lęgowyJaja wysiadywane są przez okres 22–28 dni przez obydwoje rodziców, którzy zmieniają się co parę minut lub godzin. Towarzyszy temu rytuał polegający u ptaka schodzącego z gniazda na podniesieniu się z jaj, rozpostarciu skrzydeł i rozłożeniu ogona. Pod niego na gniazdo wślizguje się partner. Pisklęta są zagniazdownikami wodzonymi przez rodziców do 3 tygodni. W puchu mają białe czoła i biały pas na karku. Od początku potrafią samodzielnie zdobywać pokarm. Rodzice chronią je jednak przed deszczem, chłodem i upałem, ukrywając je pod własnymi skrzydłami. Próbują też odwieść napastników od piskląt symulując, że mają złamane skrzydło (udają łatwą zdobycz). Gdy napastnik oddali się na bezpieczną odległość od młodych – nagle odlatują. Młode latają od 3. tygodnia życia i opuszczają wtedy miejsce urodzenia.
Niektóre pary powtarzają lęg. Dochodzi do tego głównie wtedy, gdy zniszczeniu ulegnie pierwszy lęg przez silne deszcze, podeptanie przez spacerowiczów lub splądrowanie przez drapieżniki. Zdarza się nawet, że przy zbyt dużym niepokojeniu np. przez turystów już w okresie lęgowym przerywają lęg i odlatują w maju lub czerwcu. Normalnie natomiast w sierpniu i wrześniu całe rodziny odlatują z lęgowisk na zimowiska. Czas odlotu wynika też z tego, że pisklęta z drugiego lęgu potrafią latać dopiero w sierpniu.
PożywienieOwady, pająki, skorupiaki, chrząszcze, ochotki, robaki i inne drobne bezkręgowce. W czasie żerowania energicznie drepczą po piasku i mule, wypłaszając swoje ofiary. Zbierają je z ziemi, a gdy uciekają – gonią je. Potrafią być też cierpliwe w żerowaniu – tupią w ziemię tak długo, aż ofiara wyjdzie spod kamienia i ptaki będą mogły ją złapać.

## Status i ochrona
Międzynarodowa Unia Ochrony Przyrody (IUCN) uznaje sieweczkę rzeczną za gatunek najmniejszej troski (LC – Least Concern) nieprzerwanie od 1988 roku. Liczebność populacji europejskiej w 2015 roku szacowano na 134–262 tysięcy par lęgowych. Ogólny trend liczebności populacji uznawany jest za stabilny.
W Polsce podlega ochronie gatunkowej ścisłej. W latach 2013–2018 jej liczebność na terenie kraju szacowano na 5–13 tysięcy par lęgowych. Na Czerwonej liście ptaków Polski uznana za gatunek najmniejszej troski (LC).
Sieweczka rzeczna jest ptakiem wymagającym, zależnym od siedlisk drugorzędnych, które są przejściowe, bo zarastają lub zanikają. Ochronę gatunku może na trwałe zapewnić utrzymanie w miarę naturalnych, dynamicznych systemów rzecznych.